# Две женщины (Познань)
Две женщины (пол. Dwie kobiety) — скульптура, находящаяся в Познани (Польша) в северной части Солацкого парка недалеко от Солацких прудов и улицы Малопольской.

## История
Скульптура установлена в 2001 году. Автором скульптуры является польский скульптор Сильвестр Амброзяк. После установления скульптура своей провоцирующей образностью вызывала многочисленные споры со стороны общественности города. Скульптура несколько раз обливалась краской.

## Описание
Скульптура, установленная на круглом бетонном основании, представляет собой двух антропоморфных голых обнимающихся женщин, на лицах которых выражена физическая и душевная боль. Скульптура явно демонстрирует эротический и чувственный подтекст. На скульптуре не установлена табличка с названием и указанием автора, что предполагает свободное толкование композиции.
Недалеко от скульптуры находятся церковь святого Иоанна Вианнея, трамвайная остановка начала XX века и площадь Оравского.

## Источник
- M.Haake, Spacer z innym, w: Orońsko. Kwartalnik rzeźby, nr 1 (78), 2010, стр. 41 - 42.